# Ngựa Connemara
Ngựa Connemara (tiếng Ailen: Capaillín Chonamara) là giống ngựa có nguồn gốc từ Ireland. Chúng được biết đến với tính mạnh mẽ, tính linh hoạt và tính khí trí tốt. Giống ngựa này xuất sắc trong các show về ngựa.

## Lịch sử
Vùng Connemara ở Quận Galway ở miền tây Ireland, nơi mà giống ngựa đầu tiên được công nhận là một loại khác biệt, là một vùng đất rất khắc nghiệt, do đó tạo ra một giống ngựa gồm những cá thể mạnh mẽ và khỏe mạnh. Một số người tin rằng Connemara đã phát triển từ những con ngựa Scandinavia mà người Viking đầu tiên mang đến Ireland. Một nguồn khác có thể là Ngựa Hobby Ailen, một giống đã tuyệt chủng được thành lập trước thế kỷ 13.
Để tăng cường sức khỏe và sức chịu đựng, dòng máu ngựa Ả Rập đã được thêm vào trong thế kỷ 18. Giống ngựa này cũng bị lai giống với Ngựa Hackney và Ngựa Thoroughbred. Quá nhiều việc lai giống bắt đầu pha loãng dòng máu ngựa thuần chủng.
Hiệp hội tạo giống ngựa Connemara được thành lập vào năm 1923 và đặt ra để đảm bảo "bảo tồn và cải thiện Ngựa Connemara" là giống bản địa của Ireland. Hiệp hội điều hành một chương trình ngựa hàng năm và đã làm như vậy kể từ khi thành lập. Chương trình hàng năm cho phép trình diễn các đàn ngựa Connemara lớn nhất gồm nhiều ngựa con Connemara trên toàn thế giới và được sử dụng để mua và bán ngựa Connemara cả từ Ireland và nước ngoài.
Ngày nay, ngựa Connemara được nuôi trên toàn thế giới ở Ireland và Anh, cũng như trên lục địa châu Âu, Bắc Mỹ, Úc và Nam Phi.